# アクサク・マブール
アクサク・マブール（Aksak Maboul、一時期、Aqsak Maboulという綴りも使用された）は、1977年にマーク・オランデルとヴィンセント・ケニスによって結成されたベルギーのプログレッシブ・ロック・バンド。当初は2人組のユニットであったがファースト・アルバム『片頭痛の為の11のダンス療法』（1977年）のリリース以降、バンドの形態を取るようになり、様々なミュージシャンが参加するようになった。
彼らは2枚のスタジオ・アルバム、『偏頭痛の為の11のダンス療法』と『無頼の徒』（1980年）を作った。『無頼の徒』のレコーディングにはヘンリー・カウの元メンバーであったクリス・カトラーとフレッド・フリスや元ユニヴェル・ゼロのミシェル・ベルクマンが参加した。1979年には、RIO（ロック・イン・オポジション）運動に参加していた。
1980年代半ばにアクサク・マブールは活動を休止したが、2010年に再結成してトリビュート・アルバムのために新曲を作った。2014年には、1981年から1983年にかけて録音していたが未完成となっていたアルバム『エクス・フューチャー・アルバム』（ヴェロニク・ヴィンセント&アクサク・マブール名義）の制作を再開した 。アルバムは2014年10月にヨーロッパで発売された。2015年にバンドは新編成でツアーを開始した。

## メンバー
- マーク・オランデル（Marc Hollander） - キーボード、リード、パーカッション、ドラムマシーン ※クラムド・ディスクの主催者でジャズ・ロック・バンド、COSにも参加していた。
- ヴィンセント・ケニス（Vincent Kenis） - ギター、ベース、キーボード、パーカッション
- ヴェロニク・ヴィンセント（Véronique Vincent） - ボーカル

### 一時的に参加したメンバー
- マーク・ムーラン - キーボード（1977年） ※プログレッシブ・ジャズ・バンドのプラシーボや、テレックスにも参加。
- クリス・ジョリス - キーボード、ソプラノサックス（1977年 - 1978年）
- カトリーヌ・ジョニオー - ボーカル（1977年、1979年）
- フランク・ヴイツ - パーカッション、キーボード（1977年 - 1979年）
- ミシェル・ベルクマン - ファゴット、オーボエ（1978年 - 1980年） ※ユニヴェル・ゼロにも参加。
- デニス・ヴァン・ヘッケ - チェロ（1978年 - 1979年） ※ジュルヴェルヌにも参加。
- ジェフ・リー - サクソフォーン（1978年 - 1979年）
- ギグー・シュヌヴィエ - ドラム（1978年） ※エトロン・フー・ルルーブランにも参加。
- フレッド・フリス - ギター、ベース（1979年） ※ヘンリー・カウ、マサカーにも参加。
- クリス・カトラー - ドラム（1979年） ※ヘンリー・カウ、カシーバーにも参加。
- ボブ・ファンデルボブ - サクソフォーン（1979年）
- アリグ・フォダー - ベース（1980年）
- イヴァン・フローマン - ギター、ボーカル（1980年 - 1981年）
- ジェラルド・フェーネベルク - ギター（1980年 - 1981年、1986年）
- ジャン＝フランソワ・ジョーンズ・ジェイコブ3世 - ドラム（1980年 - 1981年）
- フォスティーヌ・ホランダー - ギター、ベース、ボーカル（2015年 - 2016年）
- セバスチャン・ファン・デン・ブランデン - ギター、ベース、シンセサイザー（2015年 - 2016年）
- クリストフ・クラエス - ドラム、パーカッション（2015年）
- エリック・エスタマンス - ドラム（2016年）
- ルシアン・フレポン - ギター（2016年）
- ベンジャミン・ギバード - ギター（2016年）
- ジュリアン・ガスク - キーボード、ボーカル（2016年） ※ステレオラブ、アクアセルジュにも参加。

## ディスコグラフィ

### アルバム
- 『頭痛の為の11のダンス療法』 - Onze Danses Pour Combattre la Migraine (1977年) ※補助的なゲストはいたものの事実上オランデルの単独作業による作品であった。[2]
- 『無頼の徒』 - Un Peu de L'âme des Bandies (1980年)
- 『エクス・フューチャー・アルバム』 - Ex-Futur Album (2014年) ※ヴェロニク・ヴィンセント&アクサク・マブール名義
- 16 Visions of Ex-Futur (2016年) ※ヴェロニク・ヴィンセント&アクサク・マブール名義。上記アルバムを様々なアーティストがリミックス、リワーク等で再生させたオムニバス。参加アーティスト: Laetitia Sadier、Jaakko Eino Kalevi、Aquaserge、Flavien Berger、Lena Willikens、Forever Pavot、Burnt Friedman、Nite Jewel等
- Figures (2020年)